# Полонський Юрій Анатолійович
Юрій Анатолійович Полонський — солдат Збройних сил України, учасник російсько-української війни, відзначився у ході російського вторгнення в Україну.

## Життєпис
Загинув 9 березня 2022 року під час російського вторгнення в Україну. Поховано в с. Нове Місто (Монастирищенський район, Черкаська область).

## Нагороди
- орден «За мужність» III ступеня (2022, посмертно) — за особисту мужність і самовіддані дії, виявлені у захисті державного суверенітету та територіальної цілісності України, вірність військовій присязі.[2]